# 21751 Jennytaylor
Tiểu hành tinh (21751) Jennytaylor được đặt theo tên của Jennifer Taylor, người giành giải nhì tại danh mục Khoa học Môi trường tại Giải thưởng Khoa học và Kỹ thuật Intel (ISEF) 2005 ở Phoenix, Arizona.
Tiểu hành tinh được khám phá ngày 9 tháng 9 năm 1999, bởi LINEAR.